# Паоло Пецці
Його Високопреосвященство Паоло Пецці (італ. Paolo Pezzi, рос. Павел Пецци; нар. 8 серпня 1960, Руссі, Емілія-Романья, Італія) — католицький архієпископ, з 27 жовтня 2007 року ординарій Архієпархії Матері Божої з центром в Москві; член Священичого братства місіонерів св. Карла Борромео (FSCB), пов'язаного з рухом «Comunione e Liberazione». Співголова Ради Християнського міжконфесійного консультативного комітету країн СНД і Балтії.

## Біографія
Народився 8 серпня 1960 року в Руссі (Емілія-Романья, Італія).

### Титули та досягнення
В 1985—1990 роках отримав освіту за філософії та богослов'я в Папському Університеті Св. Томи Аквінського (Ангелікум).
Висвячений у священний сан 22 грудня 1990 року, захистив докторську дисертацію з пастирського богослов'я в Папському Латеранському університеті на тему «Католики Сибіру: походження, гоніння, нинішній день» (італ. «Cattolici in Siberia, le origini, le persecuzioni, l’oggi»).
В 1993—1998 ах — декан центрального регіону Сибіру (нинішньої Преображенської єпархії) і головний редактор Сибірської католицької газети
В 1998—2005 роках — генеральний вікарій Священичого братства місіонер ів св. Карла Борромео; відповідальний за роботу руху «Comunione e Liberazione» в Росії (з 1998).
З 2004 року викладає в Санкт-петербурзькій семінарії «Марія — Цариця Апостолів», з 2006 року є її ректором.
21 вересня 2007 року призначений на кафедру Архієпархії Матері Божої в Москві замість архієпископа Тадеуша Кондрусевича, який був переведений в Архиєпископію Мінськ-Могильов.
19 січня 2011 року архієпископ Паоло Пецці обраний головою Конференції католицьких єпископів Росії строком на три роки.

## Публікації Паоло Пецці
У лютому 2010 року опублікував статтю під назвою «Католицька Церква в Росії: сенс присутності» для італійського журналу «Vita e pensiero». У ній Паоло Пецці підкреслює, що
|  | перший виклик, що стоїть перед Католицькою Церквою в Росії сьогодні, — не піддаватися спокусі сприймати себе як «етнічну» Церква. Тобто як Церква для «неросіян». Ніколи не можна зводити Церква до етнічного аспекту. |

## Труди
- Павел Пецци «Что такое человек, чтобы помнить о нём». (Лекции по социальной антропологии)[недоступне посилання з квітня 2019] Новосибирск, ЦЭРИС, 2000